# Амаглобели, Сергей Иванович
Серге́й (Серго́) Ива́нович Амаглобе́ли (11 июля 1899, Амаглеба — 13 февраля 1938) — советский театральный деятель, театровед, драматург, организатор кинопроизводства, редактор. Заслуженный деятель искусств Мордовской АССР.

## Биография
Родился 11 июля 1899 года (по другим сведениям в 1898 году) в селе Амаглеба Кутаисского уезда (ныне Ванский муниципалитет) Кутаисской губернии в грузинской дворянской семье. Учился в сельской школе, затем в Кутаисской грузинской гимназии. В 1919 году поступил в Тбилисский университет, учился на юридическом и социально-экономическом факультетах. Будучи студентом, регулярно печатался в газете «Трибуна», увлёкся театром, работал суфлёром в Тбилисском государственном театре драмы. Член РКП(б) с 1923 года. После окончания университета в 1924 году читал лекции в Тбилисском университете, Тбилисской консерватории и Закавказском коммунистическом университете, занимался литературной деятельностью. В 1925 году был назначен директором Театра имени Шота Руставели.
В 1926—1927 годах — председатель АО «Госкинпром Грузии». Сыграл роль в короткометражном фильме «Гоги Ратиани» (1927). Участвовал в создании 2-го Государственного драматического театра в Кутаиси (1928).
С 1928 работал в Москве в Государственной академии художественных наук (ГАХН), в Коммунистической академии при ЦИК СССР. Заместитель заведующего учебной частью, член бюро научной работы, учёный секретарь и член президиума ГАХН. Состоял членом Литературного объединения Красной Армии и Флота (ЛОКАФ).
С. И. Амаглобели слишком недолго был в Малом театре; <…> Но на первых порах его влияние несомненно было положительным; замечательные «старики» Малого театра почувствовали уважение и заботу о себе дирекции; талантливые советские авторы охотнее несли свои пьесы в Малый театр; пресса перестала придираться к нашим спектаклям. Заметно оживилась и общественная работа, в неё включился наш «золотой фонд» — старшее поколение; шефствовали над периферийными театрами, организовался колхозный филиал Малого театра в Земетчине <…>.
В 1931—1932 годах — директор и художественный руководитель Нового театра. Входил в состав совета, президиума и секретариата Всероскомдрама; секретарь секции критиков, ответственный секретарь секции драматургов Всероскомдрама.
В 1933—1936 годах — директор и художественный руководитель Малого театра. Избирался делегатом (с совещательным голосом) Первого съезда советских писателей, член секции драматургов при оргкомитете ССП СССР. В октябре 1934 года вместе с  А. Я. Таировым участвовал в Международном театральном конгрессе в Риме, выступил с докладом «О творческих путях советского театра». Был инициатором приезда Гордона Крэга в Москву в 1935 году с целью постановки Шекспира в Малом театре, вёл переписку с Роменом Ролланом. Член редколлегии журнала «Театр и драматургия», «Пролетарское кино». Руководитель лаборатории по изучению творчества актёра Всероссийского театрального общества. В июле 1936 года Всесоюзный комитет по делам искусств при СНК СССР удовлетворил просьбу Амаглобели об освобождении от обязанностей руководителя Малого театра ввиду его работы над пьесой к ХХ годовщине Октябрьской революции, отметив в специальном приказе работу руководства Малого театра.
Автор пьес «Хорошая жизнь» (1934), «Сбор мандаринов» (1935), ряда критических и теоретических статей о театре и кино. Работая над пьесой «Хорошая жизнь», драматург ставил перед собой задачу «не только создать конкретное драматическое произведение, но и положить хоть один кирпич в дело формирования определенного театрального стиля — театра социального оптимизма как театра, выражающего дух победившей революции». Член Союза советских писателей СССР.
В 1937 году был арестован. 11 июля 1937 года в газете «Советское искусство» была опубликована статья «В парторганизации Малого театра», в которой бывшие руководители театра Л. М. Лядов и С. И. Амаглобели были обвинены во вредительстве и названы врагами народа. 8 февраля 1938 года приговорён Тройкой при НКВД Грузинской ССР по статьям 58-8, 58-10, 58-11 УК Грузинской ССР за участие в террористической организации и подготовке терактов над руководителями ЦК ВКП(б) и Советского правительства к ВМН. 13 февраля 1938 года расстрелян.
Реабилитирован.

### Семья
- жена — Вера Семеновна Калабегишвили-Амаглобели (1898—1973)[источник не указан 1045 дней];
  - дочь — Лейла Сергеевна Амаглобели (1924—2013), актриса кино и Государственного академического ансамбля народного танца Грузии[источник не указан 1045 дней];
- гражданская жена — Лидия Павловна  Копейкина (Амаглобели), входила в Совет жён писателей при СП СССР[39].

## Звания
- Заслуженный деятель искусств Мордовской АССР[26].

## Комментарии
1. ↑  В «Театральной энциклопедии Архивная копия от 29 ноября 2021 на Wayback Machine» под ред. С. С. Мокульского, изданной  издательством «Советская энциклопедия» в 1961 году, указаны дата рождения Амаглобели 12 (24) мая 1899 года, дата смерти — 13 апреля 1946 года.